# علم بنين
أعتمد علم بنين الحالي لأول مرة في 16 تشرين الثاني - نوفمبر من سنة 1959 عندما كانت بنين تحت الاستعمار الفرنسي وبقي هذا العلم حتى بعد نيل البلاد استقلالها من الحكم الفرنسي في 1 آب - أغسطس من سنة 1960 وبقي هذا العلم معمولا به في بنين إلى سنة 1975 حين قيام النظام الماركسي في البلاد عندها استبدل بعلم آخر كان باللون الأخضر كاملة وفي أقصى الزاوية اليسرى العليا منه توجد نجمة خماسية الشكل حمراء اللون وبعد زوال النظام الماركسي عن الحكم أعيد استخدام العلم الحالي في يوم 1 آب من سنة 1990 والذي كان معمولا به قبل عام 1975.

## التاريخ
تحت الحكم الاستعماري الفرنسي لداهومي، منعت السلطات الفرنسية وجود علم خاص بالمستعمرة. كان هذا لأنهم كانوا قلقين من أن هذا قد يزيد من الشعور القومي ويؤدي إلى دعوات للاستقلال. ومع ذلك، مع صعود حركة إنهاء استعمار أفريقيا، اضطر الفرنسيون إلى منح حكم ذاتي محدود لداهومي كجمهورية تتمتع بالحكم الذاتي داخل المجتمع الفرنسي، في 4 ديسمبر 1958.
أُختير العلم الجديد في 16 نوفمبر 1959، وظل دون تغيير عندما استقلت داهومي بعد أقل من عام في 1 أغسطس 1960. وفي عام 1972، وقع انقلاب في البلاد، استبدلت فيه الحكومة الماركسية العلم. من أجل ترميز التغيير الثوري، أعاد النظام تسمية البلد إلى بنين ووضع علمًا جديدًا بعد ثلاث سنوات. كان العلم باللون الأخضر وفي أقصى الزاوية اليسرى العليا منه توجد نجمة خماسية الشكل حمراء اللون. ومع ذلك، لم يعتمد العلم بموجب القانون، مما جعله علم بنين بحكم الأمر الواقع.
ظل العلم الأخضر مستخدمًا حتى استبداله بالعلم القديم في عام 1990، بعد إنهيار جمهورية بنين الشعبية.

## معنى العلم
- الأخضر يرمز إلى الأمل.
- الأصفر يرمز إلى ثروات جمهورية بنين.
- الأحمر يرمز إلى الشجاعة.